# Birger Knutsson Trolle
Birger Knutsson Trolle, född på 1300-talet, död före 3 maj 1381, var en svensk riddare.

## Biografi
Birger Knutsson Trolle var son till Knut Trolle. Han blev riddare före 1365. Trolle avled före 3 maj 1381.

### Familj
Trolle gifte sig första gången med Katarina Vastesdotter. Hon var änka efter Eskil, Nils Läkra och Gisle. Trolles och Katarina Vastesdotters äktenskap förklarades 1369 olagligt.
Han gifte sig andra gången med Katarina Pedersdotter, dotter till väpnaren Peder Karlsson (lejon). Katarina Pedersdotter var änka efter riddaren Nils Dannes Turesson och väpnaren Nils Bengtsson (Lejonansikte, Bengt Nilssons ätt). Trolle och Katarina Pedersdotter fick tillsammans riddaren Birger Trolle (död omkring 1446).